# Gabriel (football, 1992)
Pour les articles homonymes, voir Gabriel.
Gabriel Vasconcelos Ferreira, plus communément connu comme Gabriel, né le 27 septembre 1992, est un footballeur international brésilien évoluant au poste de gardien de but.

## Carrière

### En club
Gabriel intègre l'effectif professionnel de son club formateur du Cruzeiro EC en 2010 après avoir passé de nombreuses années dans les équipes jeunes mais évolue majoritairement avec l'équipe réserve.
Lors de l'été 2012, il s'engage en faveur de l'AC Milan mais évolue dans un premier temps avec l'équipe réserve. Il joue ses premiers matchs professionnels la saison suivante et prend part à sept matchs de championnat. 
Lors de la saison 2014-2015, il est prêté pour un an à Carpi FC en série B où il est numéro un et prend part à trente-neuf rencontres et remporte le championnat. Il est de nouveau prêté la saison suivante au SSC Naples mais pour un rôle de doublure.
De retour au Milan AC, il remporte la Supercoupe d'Italie 2016 lors de la séance de tirs au but contre la Juventus.
En manque de temps de jeu, il est prêté au Cagliari en janvier 2017, Marco Storari faisant la route dans l'autre sens.

### Équipe nationale
À la suite de la blessure de Heurelho Gomes, il est convoqué le 26 août 2010 par Mano Menezes en sélection brésilienne afin de le remplacer alors qu'il n'a pas fait la moindre apparition en championnat, seulement sur la base de ses bonnes performances en sélections de jeunes. Il ne rentre toutefois pas en jeu.
Il remporte la copa sudaméricana des moins de 20 ans et la coupe du monde des moins de 20 ans en 2011 avec la sélection brésilienne des moins de 20 ans. 
Il joue son premier match avec l'équipe première en 2012 lors d'un match amical contre la Suède.

## Statistiques
| Saison                | Club                  | Championnat           | Championnat | Championnat | Coupe(s) nationale(s) | Coupe(s) nationale(s) | Compétition(s) continentale(s) | Compétition(s) continentale(s) | Compétition(s) continentale(s) | Total | Total |
| Saison                | Club                  | Division              | M.          | B.          | M.                    | B.                    | Comp.                          | M.                             | B.                             | M.    | B.    |
| 2013-2014             | AC Milan              | Serie A               | 7           | 0           | -                     | -                     | C1                             | -                              | -                              | 7     | 0     |
| 2016-2017             | AC Milan              | Serie A               | 0           | 0           | -                     | -                     | -                              | -                              | -                              | 0     | 0     |
| Sous-total            | Sous-total            | Sous-total            | 7           | 0           | 0                     | 0                     | -                              | 0                              | 0                              | 7     | 0     |
| 2014-2015             | Carpi FC (prêt)       | Serie B               | 39          | 0           | -                     | -                     | -                              | -                              | -                              | 39    | 0     |
| Sous-total            | Sous-total            | Sous-total            | 39          | 0           | 0                     | 0                     | -                              | 0                              | 0                              | 39    | 0     |
| 2015-2016             | SSC Naples (prêt)     | Serie A               | 1           | 0           | -                     | -                     | C3                             | 3                              | 0                              | 4     | 0     |
| Sous-total            | Sous-total            | Sous-total            | 1           | 0           | 0                     | 0                     | -                              | 3                              | 0                              | 4     | 0     |
| 2016-2017             | Cagliari (prêt)       | Serie A               | 3           | 0           | -                     | -                     | -                              | -                              | -                              | 3     | 0     |
| Sous-total            | Sous-total            | Sous-total            | 3           | 0           | 0                     | 0                     | -                              | 0                              | 0                              | 3     | 0     |
| 2017-2018             | Empoli FC (prêt)      | Serie B               | 16          | 0           | -                     | -                     | -                              | -                              | -                              | 16    | 0     |
| Sous-total            | Sous-total            | Sous-total            | 16          | 0           | 0                     | 0                     | -                              | 0                              | 0                              | 16    | 0     |
| 2018-2019             | Pérouse Calcio        | Serie B               | 37          | 0           | -                     | -                     | -                              | -                              | -                              | 37    | 0     |
| Sous-total            | Sous-total            | Sous-total            | 37          | 0           | 0                     | 0                     | -                              | 0                              | 0                              | 37    | 0     |
| 2019-2020             | US Lecce              | Serie A               | 34          | 0           | 1                     | 0                     | -                              | -                              | -                              | 35    | 0     |
| 2020-2021             | US Lecce              | Serie A               | 32          | 0           | 0                     | 0                     | -                              | -                              | -                              | 32    | 0     |
| Sous-total            | Sous-total            | Sous-total            | 66          | 0           | 1                     | 0                     | -                              | 0                              | 0                              | 67    | 0     |
| Total sur la carrière | Total sur la carrière | Total sur la carrière | 169         | 0           | 1                     | 0                     | -                              | 3                              | 0                              | 173   | 0     |

## Palmarès

### En club
Gabriel rejoint l'AC Milan en 2012 avant d'être prêté plusieurs fois notamment au Carpi FC avec qui il remporte le Champion d'Italie de Serie B en 2015.
De retour au Milan, il est sur le banc lors de la victoire en Supercoupe d'Italie de 2016.

### En sélection
Gabriel remporte plusieurs titres avec l'équipe du Brésil des moins de 20 ans dont le Championnat sud américain en 2011 et la Coupe du monde des moins de 20 ans en 2011 également.
Avec l'équipe olympique, il est finaliste des Jeux olympiques en 2012.